# Carolanne D'Astous-Paquet
Pour les articles homonymes, voir D'Astous et Paquet.
Carolanne D'Astous-Paquet (née le 24 décembre 1990 à Sayabec, Québec, Canada) est une chanteuse québécoise connue pour avoir participé à l'édition 2009 de Star Académie.

## Biographie
Carolanne D'Astous-Paquet chante depuis son jeune âge. En 2007, elle remporte le Tremplin de Dégelis dans la catégorie des 13-17 ans. Cette même année, elle gagne le concours Trois-Pistoles en chanson dans la catégorie 16 ans et plus.
En 2009, elle participe à la télé-réalité Star Académie où elle s'incline en finale face à Maxime Landry. Durant son parcours à l'académie, elle fait, entre autres, un duo avec Lady Gaga sur la chanson Poker Face et avec Marie-Mai sur la chanson Emmène-moi. Sur l'album de l'édition, elle interprète Libérer le trésor composée par Michel Rivard. Carolanne participe à la tournée de Star Académie.
Elle anime deux saisons, entre 2009 et 2011, du spectacle Playhouse Disney: Live on Tour! avec Sophie Vaillancourt, sa collègue de Star Académie.
En 2010 et 2011, Carolanne interprète Élise dans la comédie musicale de style opéra-folk Les Filles de Caleb. Elle interprète un duo avec Luce Dufault sur l'album de l'opéra-folk. En 2011, elle participe également à la comédie musicale Shéhérazade : Les Mille et Une Nuits où elle interprète Jasmina. Elle prend part à la tournée en France.
En 2011, Carolanne commence à travailler sur un premier album en collaboration avec Marie-Mai et Fred St-Gelais, le projet est finalement avorté. Par la suite, elle réalise des spectacles avec différents groupes, dont Les Vikings et Electrik, dans le domaine corporatif et comme choriste dans les festivals. 
En 2020, après s'être éloignée de la chanson pendant quelques années, elle lance une campagne de sociofinancement dans le but d'enregistrer et produire un EP. Le mini-album intitulé Ombres éphémères sort le 15 avril 2021 lors d'un lancement devant public à Amqui. La création de ce mini-album s'est fait de manière autonome, Carolanne est l'auteure-compositrice-interprète et productrice.  
En janvier 2021, elle participe à l'album Star Académie: Nos retrouvailles, un album-événement dans lequel les finalistes précédents de l'émission reprennent des chansons qui ont marqué leur parcours. 

## Comédies musicales
- Les Filles de Caleb (2011-2012): Élise
- Shéhérazade : Les Mille et Une Nuits (2011): Jasmina